# Orchestina ucumar
Espèce
Orchestina ucumar est une espèce d'araignées aranéomorphes de la famille des Oonopidae.

## Distribution
Cette espèce se rencontre en Argentine dans les provinces de Jujuy et de Formosa, en Bolivie dans le département de Chuquisaca et au Brésil au Minas Gerais,.

## Description
Le mâle holotype mesure 1,2 mm et la femelle paratype 1,5 mm.

## Publication originale
- Izquierdo & Ramírez, 2017 : Taxonomic revision of the jumping goblin spiders of the genus Orchestina Simon, 1882, in the Americas (Araneae: Oonopidae). Bulletin of the American Museum of Natural History, no 410, p. 1-362 (texte intégral).